# Link (canción de L'Arc~en~Ciel)
«Link» es el último sencillo de L'Arc~en~Ciel antes de la pausa que hicieron en 2006 y se lanzó en dos versiones: regular (CD) y limitada (CD+DVD). Es el tema de apertura de la película Full Metal Alchemist: the Conqueror of Shamballa y también aparece el comercial de Poke-Melo JOYSOUND. La cara b es Promised land (original del álbum HEART) versionada por P'UNK~EN~CIEL. Los dos últimos tracks son una versión instrumental (vocalless) y otra sin el sonido vocal, ya que en versión P'UNK~EN~CIEL Tetsu es el vocalista principal  (TETSUless)

El sencillo llegó al #2 del Oricon y se mantuvo durante 14 semanas en las que vendió 235.351 unidades. 
| #  | Título                                             | Compuesta por:             |
| -- | -------------------------------------------------- | -------------------------- |
| 1. | Link                                               | hyde(letra) tetsu (música) |
| 2. | Promised land 2005                                 | hyde (letra) ken (música)  |
| 3. | Link (hydeless version)                            | tetsu (música)             |
| 4. | Promised land 2005 (TETSU P'UNK vocalless version) | ken (música)               |
| 5. | Promised land 2005 (TETSU P'UNKless version)       | hyde (letra) ken (música)  |